# Premio Castilla y León de los Valores Humanos

## Lista de galardonados
Desde la creación del premio, han sido galardonados:
| Año  | Premiado |
| ---- | --- |
| 2001 | Monseñor Nicolás Castellanos                                                                                                   |
| 2002 | Cermi Castilla y León |
| 2003 | Hermanos Franciscanos de la Cruz Blanca                                                                                        |
| 2004 | Hermandades de Donantes de Sangre de Castilla y León                                                                           |
| 2005 | Catalina Montes Mozo |
| 2006 | Purificación Santamarta Bravo                                                                                                  |
| 2007 | Rafael del Río Sendino |
| 2008 | Presentación López Vivar |
| 2009 | Grupo de Rescate y Salvamento de Castilla y León                                                                               |
| 2010 | José María Martín Patino |
| 2011 | Asociación Española Contra el Cáncer en Castilla y León                                                                        |
| 2012 | Cáritas Regional de Castilla y León Cruz Roja Española en Castilla y León Federación de Bancos de Alimentos de Castilla y León |
| 2013 | Francisco Laína Fernando Macarro                                                                                               |
| 2014 | Antonio Romo Pedraz |
| 2015 | Grupo Siro |
| 2016 | Aspaym Castilla y León[1] |
| 2017 | Organización Nacional de Ciegos Españoles (ONCE)                                                                               |
| 2018 | Asociación Castellano y Leonesa de Ayuda a la Drogadicción (ACLAD)                                                             |
| 2019 | Desierto |
| 2020 | Agrupación Musical de Guardo Asociación para el Desarrollo Rural Integral de la Ribera del Duero Burgalesa (ADRI)              |